# Tabachmela
Tabachmela (Georgisch: ტაბახმელა) is een dorp in de hoofdstedelijke regio Tbilisi. Daarbinnen is het dorp ingedeeld bij het Mtatsminda district. Volgens de volkstelling van 2014 woonden er 2.073 mensen. Tabachmela ligt ongeveer 6 kilometer ten zuidwesten van het oude centrum van Tbilisi op 1000-1050 meter boven zeeniveau op de Teleti bergrug, het oostelijke uiteinde van het Trialetigebergte dat langs zuid-Tbilisi ligt.

## Geschiedenis

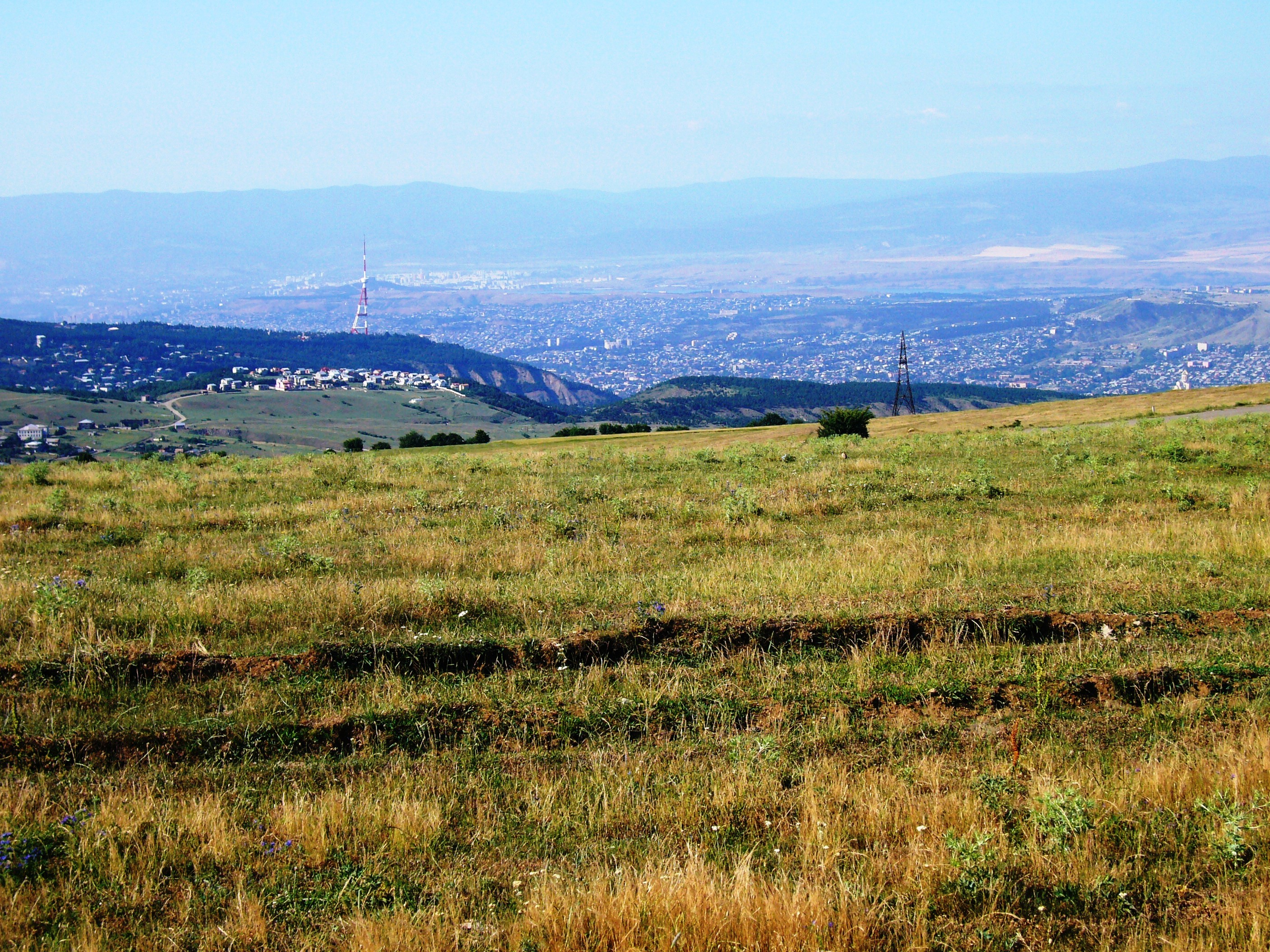
Zicht op Tbilisi en Mtatsminda Park (tv-toren) vanaf Teleti-bergrug bij Tabachmela

De geschiedenis van het dorp Tabachmela gaat terug naar minimaal de hoge middeleeuwen. In de 12e eeuw werd er namelijk al over geschreven. De beroemdste koningin van het koninkrijk Georgië, Tamar, beviel hier medio 1192 van haar zoon George IV Lasja (Lasja Giorgi). Hij werd in 1213 koning nadat zijn moeder gestorven was in het nabijgelegen Kodzjorifort (ook wel Agarata- of Azeoelifort) bij Kodzjori. De hoogte boven Tbilisi waar Tabachmela ligt, de Teleti-bergrug, was regelmatig strijdtoneel van gevechten om de stad.
In februari 1921 vonden op de hoogtes bij Kodzjori en Tabachmela zware gevechten plaats, tijdens de invasie van het Rode Leger in de Democratische Republiek Georgië. Deze gevechten gingen net als in historisch tijden om de controle over de strategische hoogtes bij Tbilisi voor de verovering van de stad. Uiteindelijk verloren de Georgiërs de strijd en kon Tbilisi op 25 februari 1921 zonder tegenstand in de stad worden ingenomen door de Sovjets, wat een einde maakte aan de korte Georgische onafhankelijkheid. Op 25 februari 2016 hield president Giorgi Margvelasjvili in Tabachmela een ceremonie op de Dag van de Sovjet Bezetting.
Het dorp lag sinds 1930 in het rajon Gardabani (regio Kvemo Kartli), tot de grenzen van de stadsregio Tbilisi in 2006 flink werden aangepast. Sindsdien valt Tabachmela en omgeving onder de gemeente en stadsregio Tbilisi. Eerst werd dit gebied bij het district Didgori van Tbilisi ingedeeld, maar later veranderde dat in Mtatsminda.
Door de ligging ten opzichte van de hoofdstad trekt het dorp geregeld investeerders aan met grootse plannen. In 2007-2008 wilde sjeik Saud Al Qasimi, feitelijk leider van emiraat Ras al-Khaimah in de Verenigde Arabische Emiraten, een miljoeneninvestering in het gebied doen. Dit kwam door de economische crisis niet van de grond. In 2019 volgden nieuwe buitenlandse investeringsplannen, gericht op de welgestelde klasse.

## Demografie
Volgens de volkstelling van 2014 had Tabachmela 2.073 inwoners. Het dorp was toen op een tiental Armeniërs en Russen na geheel Georgisch van samenstelling. In 1923 was het dorp voor 63% Armeens.
| Aantal                                                       | 578 | 570 |  | 2.036 | 2.073 |
| Verantwoording data: 1911, 1923, volkstellingen 2002 en 2014 |     |     |  |       |       |

## Vervoer
Tabachmela is rechtstreeks met het oude centrum van Tbilisi (Sololaki) verbonden via de Tbilisi-Kodzjori weg langs de Botanische Tuinen, een route van 11 kilometer.

## Geboren
- George IV Lasja (1192-1223), koning van Georgië, zoon van Tamar van Georgië.